# Маркантонио (Кампобасо)
Маркантонио је насеље у Италији у округу Кампобасо, региону Молизе.
Према процени из 2011. у насељу је живело 99 становника. Насеље се налази на надморској висини од 861 м.